# Méthode de Bradford
Pour les articles homonymes, voir Bradford (homonymie).

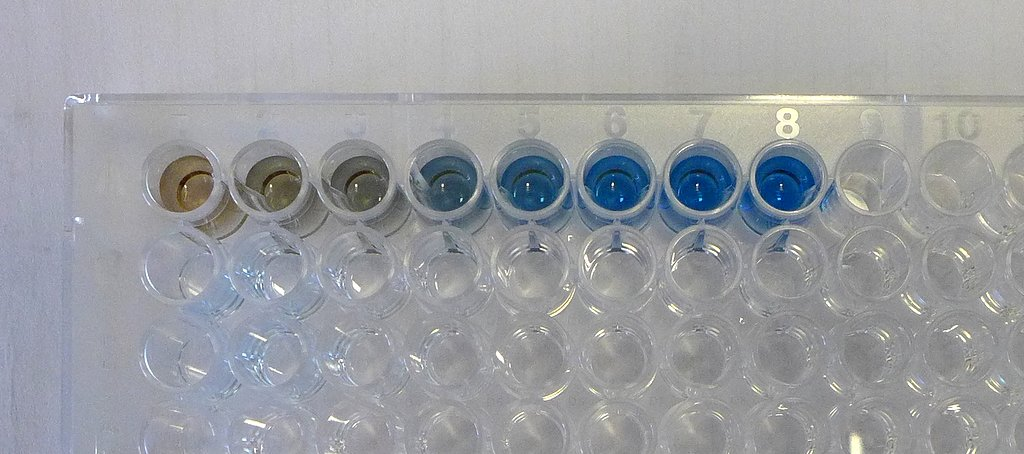
Gradient de concentration protéique selon la méthode de Bradford (du moins concentré, à gauche, au plus concentré à droite).

La méthode de Bradford est une méthode d'analyse spectroscopique utilisée pour mesurer la concentration des protéines en solution. 

## Principe
La méthode de Bradford est un dosage colorimétrique, basé sur le changement d'absorbance (la mesure se fait à 595 nm), se manifestant par le changement de la couleur du bleu de Coomassie G-250 après liaison (complexation) avec les acides aminés basiques (arginine, histidine, lysine) et les résidus hydrophobes des acides aminés présents dans la ou les protéines. 
La forme cationique (libre) du colorant est rouge et possède un spectre d'absorption maximal estimé historiquement à 465-470 nm. La forme anionique (liée à une protéine par interactions hydrophobes) du colorant est bleue, absorbant à 595 nm. Le changement d'absorbance est proportionnel à la quantité de colorant lié, indiquant donc la concentration en protéines dans l'échantillon. 
Contrairement aux autres méthodes de mesure des protéines, la méthode de Bradford est moins sensible aux interférences par divers agents présents dans les échantillons de protéine. Elle est toutefois affectée par les détergents (cette interférence pouvant être levée par l'usage de cyclodextrines), modifiée par le pH, et donne un résultat positif également aux polyphénols hydrosolubles de haut poids moléculaire (tanins), en raison des interactions hydrophobes qui se font avec ces derniers.

## Inconvénients
- La méthode de Bradford est linéaire sur un intervalle étroit, typiquement de 2 µg/ml à 120 µg/ml, ce qui rend nécessaire des dilutions préliminaires de l'échantillon tissulaire avant analyse.
- Les acides aminés, les peptides et les protéines de bas poids moléculaire (<3000 Da) ne sont pas détectés par cette méthode.
- Réagit positivement aux tanins en solution après broyage des tissus végétaux. Tout dosage des protéines solubles totales d'un tissu végétal par cette méthode doit être précédé par une fixation de ces tanins au moyen de PVPP par exemple.

## Autre utilisation possible
Dosage des tanins en solution, en tenant compte toutefois de la réaction avec les protéines en solution qui se surajoute.

## Autres méthodes
D'autres méthodes d'analyse et de mesure des protéines incluent 
- la spectroscopie par UV
- la réaction du biuret
- la méthode de Lowry
- la méthode par acide bicinchoninique
- le dosage par la méthode de Kjeldahl